# Dobrjanytschi
Dobrjanytschi (ukrainisch Добряничі; russisch Добряничи Dobrjanitschi, polnisch Dobrzanica, deutsch Dobzau) ist ein Ort in Galizien, heute im Rajon Lwiw, Oblast Lwiw, Ukraine gelegen.

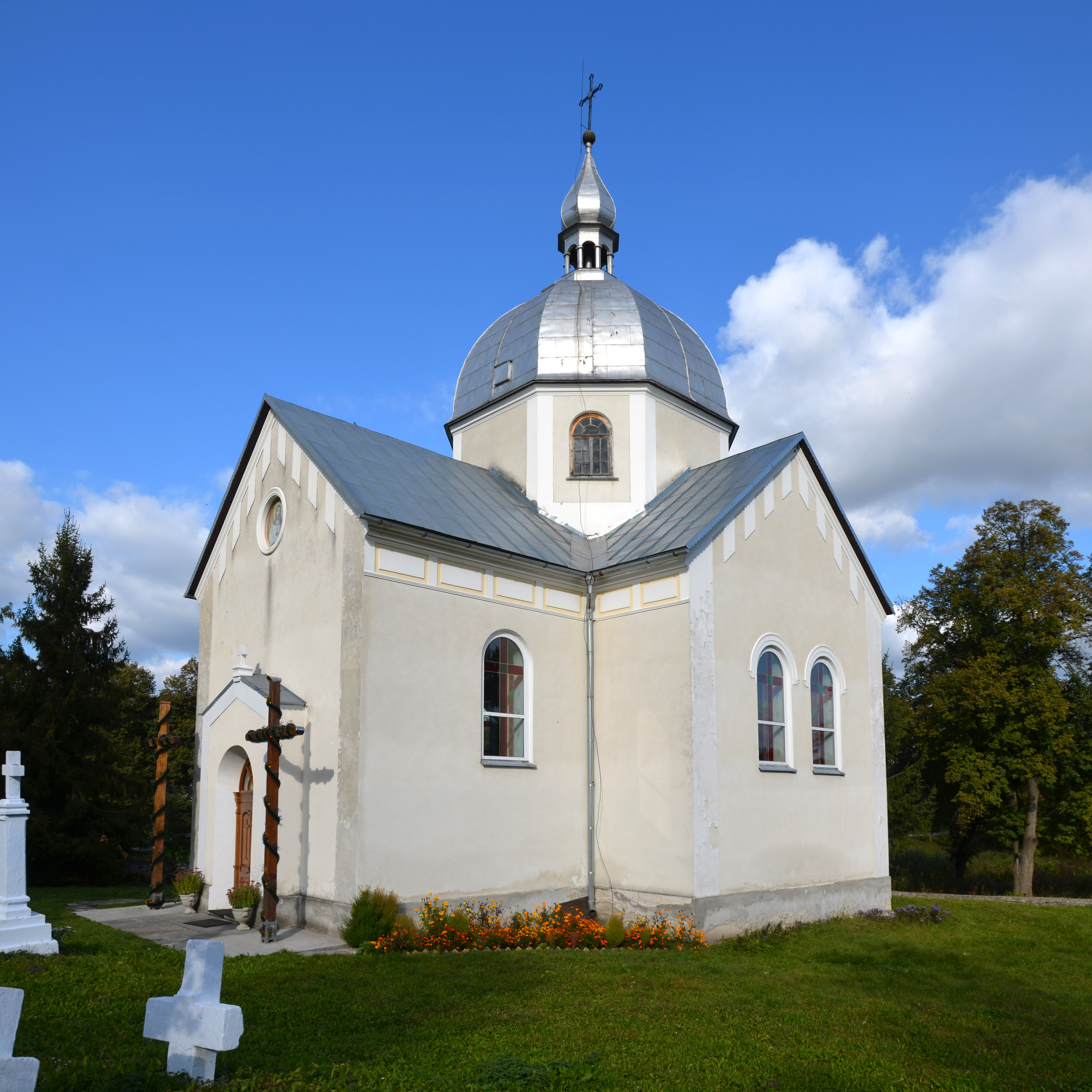
Kirche im Ort

Am 12. Juni 2020 wurde das Dorf ein Teil der neu gegründeten Stadtgemeinde Peremyschljany im Rajon Lwiw, bis dahin bildete es zusammen mit den Dörfern Ploska (Плоска) und Tutschne (Тучне) die gleichnamige Landratsgemeinde Dobrjanytschi im Rajon Peremyschljany.

## Geschichte
Der Ort wurde im Jahre 1470 als Dobrzyncze und später als Dobrzynycze (1471) urkundlich erwähnt. Der Name ist entweder vom Wort добріѝ/dobry (gut[er Ort]) oder durch frühe nachträgliche Bedeutungsübertragung (Adideation) debra < *dъbra (steile, bewaldete Hügel, wo ein Bach fliesst).
Er gehörte zunächst zum Lemberger Land in der Woiwodschaft Ruthenien der Adelsrepublik Polen-Litauen. Bei der Ersten Teilung Polens kam das Dorf 1772 zum neuen Königreich Galizien und Lodomerien des habsburgischen Kaiserreichs (ab 1804).
Im Jahre 1785 wurden im Zuge der Josephinischen Kolonisation auf dem nördlichen Grund des Dorfes deutsche Kolonisten katholischer und reformierter Konfession angesiedelt. 1826 wurde ein evangelisches Bethaus im Weiler Kolonia, der Sitz einer Filialgemeinde von Lemberg der Evangelischen Superintendentur A. B. Galizien, gebaut.
Im Jahre 1900 hatte die Gemeinde Dobrzanica 107 Häuser mit 651 Einwohnern, davon waren 424 ruthenischsprachig (also ukrainischsprachig), 166 deutschsprachig, 61 polnischsprachig, 424 griechisch-katholisch, 24 römisch-katholisch, 33 Juden, 169 anderen Glaubens.
Nach dem Ende des Polnisch-Ukrainischen Kriegs 1919 kam die Gemeinden zu Polen. Im Jahr 1921 hatte Dobrzanica 143 Häuser mit 823 Einwohnern, davon 618 514 Ruthenen, 252 Polen, 54 Deutsche, 3 Juden, 516 griechisch-katholisch, 231 römisch-katholisch, 58 Protestanten, 18 Juden (Religion).
Im Zweiten Weltkrieg gehörte der Ort zuerst zur Sowjetunion und ab 1941 zum Generalgouvernement, ab 1945 wieder zur Sowjetunion, heute zur Ukraine.

## Persönlichkeiten
- Wilhelm Reich (1897–1957), österreichisch-US-amerikanischer Psychiater, Psychoanalytiker, Sexualforscher und Soziologe, einer der Begründer der Körperpsychotherapie
- Viktor Melnicsuk (* 2001), ungarischer Handballspieler